# JR-Freight-Klasse M250
Die JR-Freight-Klasse M250 (jap- JR貨物M250系電車, JR kamotsu M250-kei densha) ist ein seit 2004 eingesetzter elektrischer Schmalspur-Gütertriebwagen der Japan Freight Railway Company.

## Beschreibung
Ein M250 besteht aus insgesamt 16 Wagen. Zwei Einrichtungstriebwagen mit einem Führerstand befinden sich an den Enden, sie sind mit jeweils einem weiteren Triebwagen ohne Führerstand gekuppelt. Dazwischen befinden sich zwölf nicht angetriebene, ebenso paarweise kurzgekuppelte Flachwagen. Es wurden zwei dieser Fahrzeuge sowie zehn Ersatzmittelwagen von einem Konsortium aus Nippon Sharyo, Kawasaki Heavy Industries und Toshiba hergestellt. Diese Züge werden auf der Tōkaidō-Hauptlinie zwischen dem Tokioer Frachtterminal und dem Bahnhof Ajikawaguchi in Osaka als Hochgeschwindigkeitsgüterzüge im Auftrag der Spedition Sagawa Express eingesetzt. Sie legen diese ca. 550 km lange Strecke in 6:10 Stunden zurück. Dabei können insgesamt 28 "U54A"-31-Fuß-Container transportiert werden. Dieses Konzept gewann 2004 den Ökoprodukt-Preis des japanischen Verkehrsministeriums und 2005 als erster Nicht-Personenzug seit 1969 das Blaue Band des japanischen Eisenbahnfanclubs.

## Modell
KATO bietet ein vierteiliges Modell der Klasse M250 sowie ein Erweiterungsset mit acht Zwischenwagen an.

## Galerie

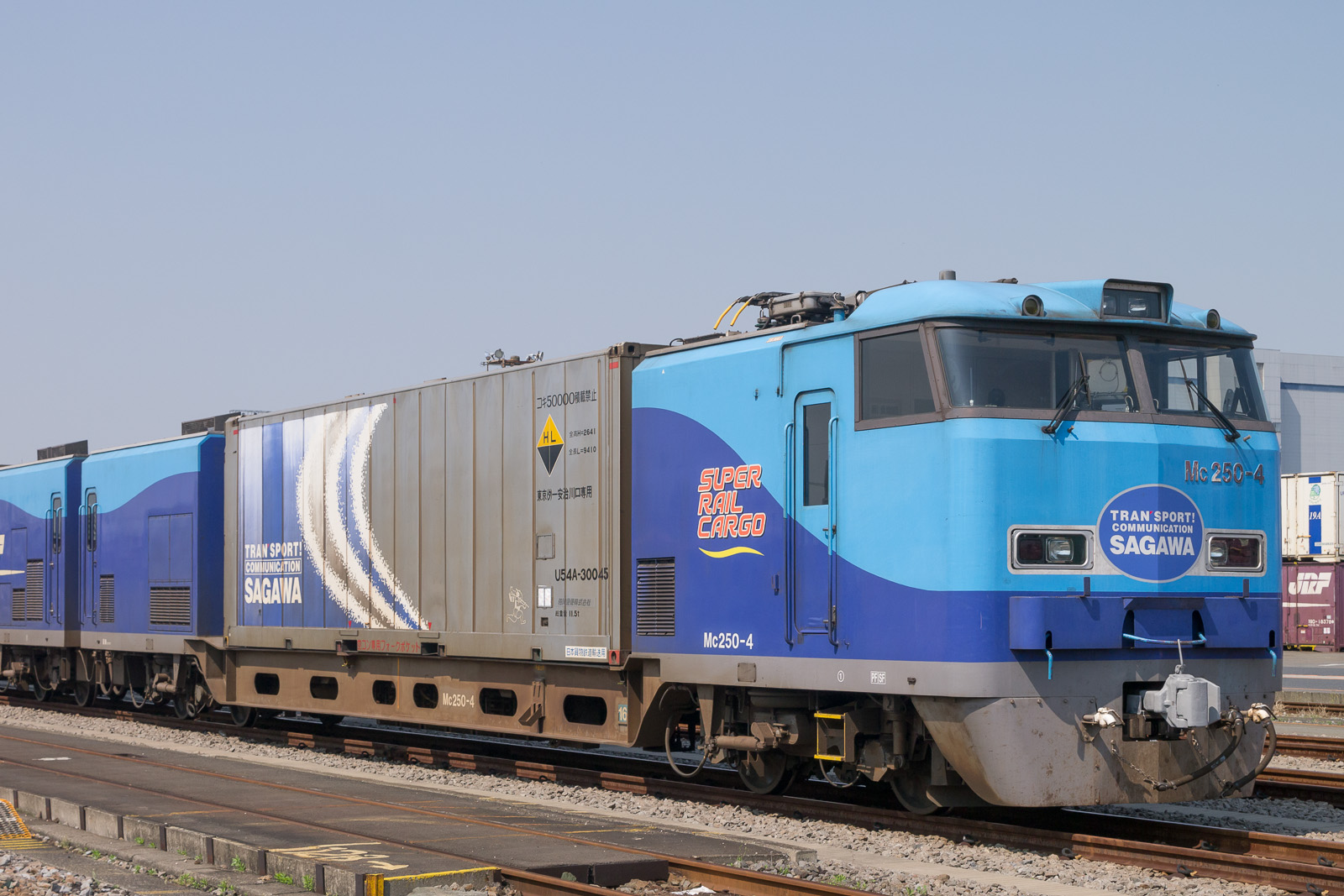
Äußerer Triebwagen
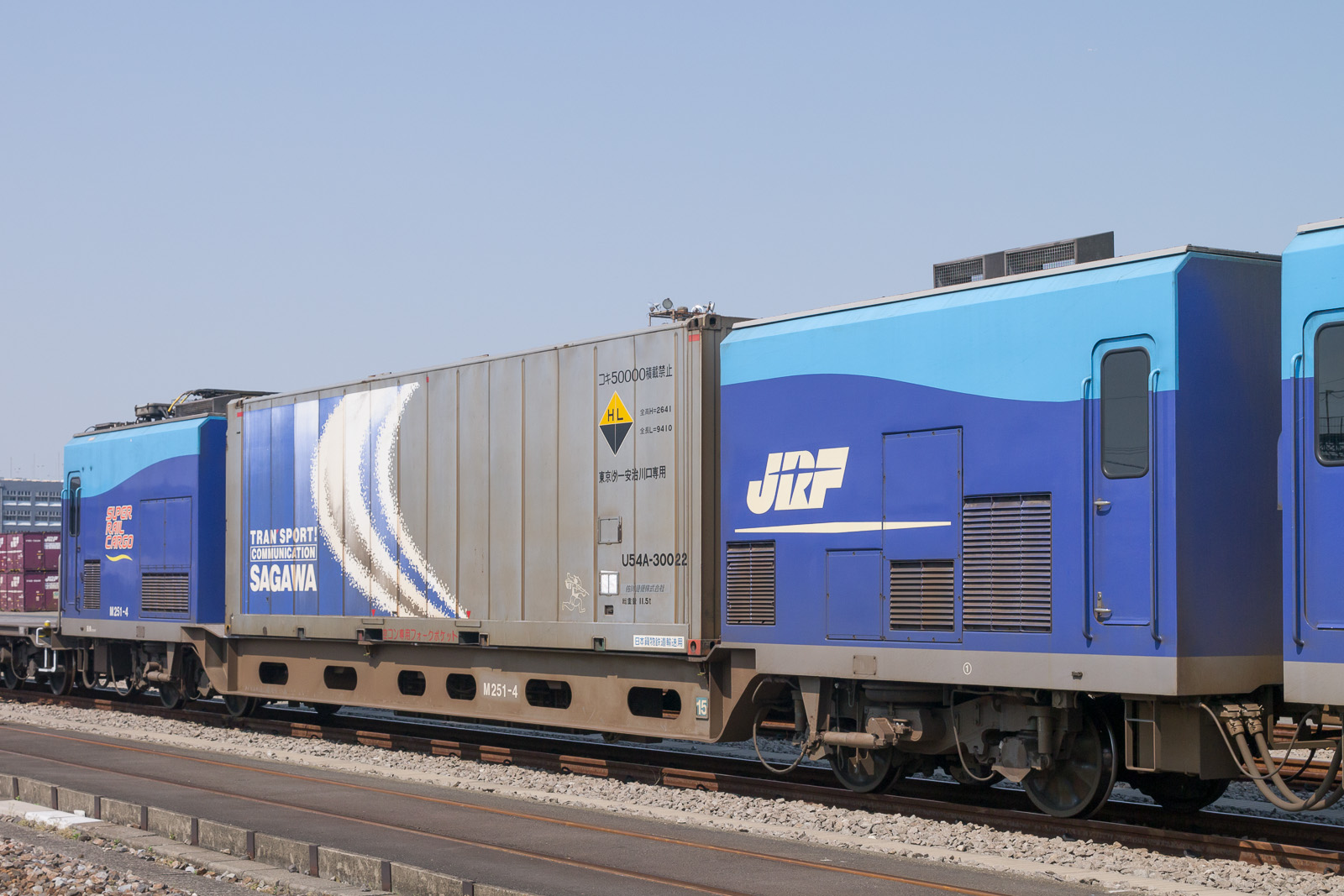
Innerer Triebwagen
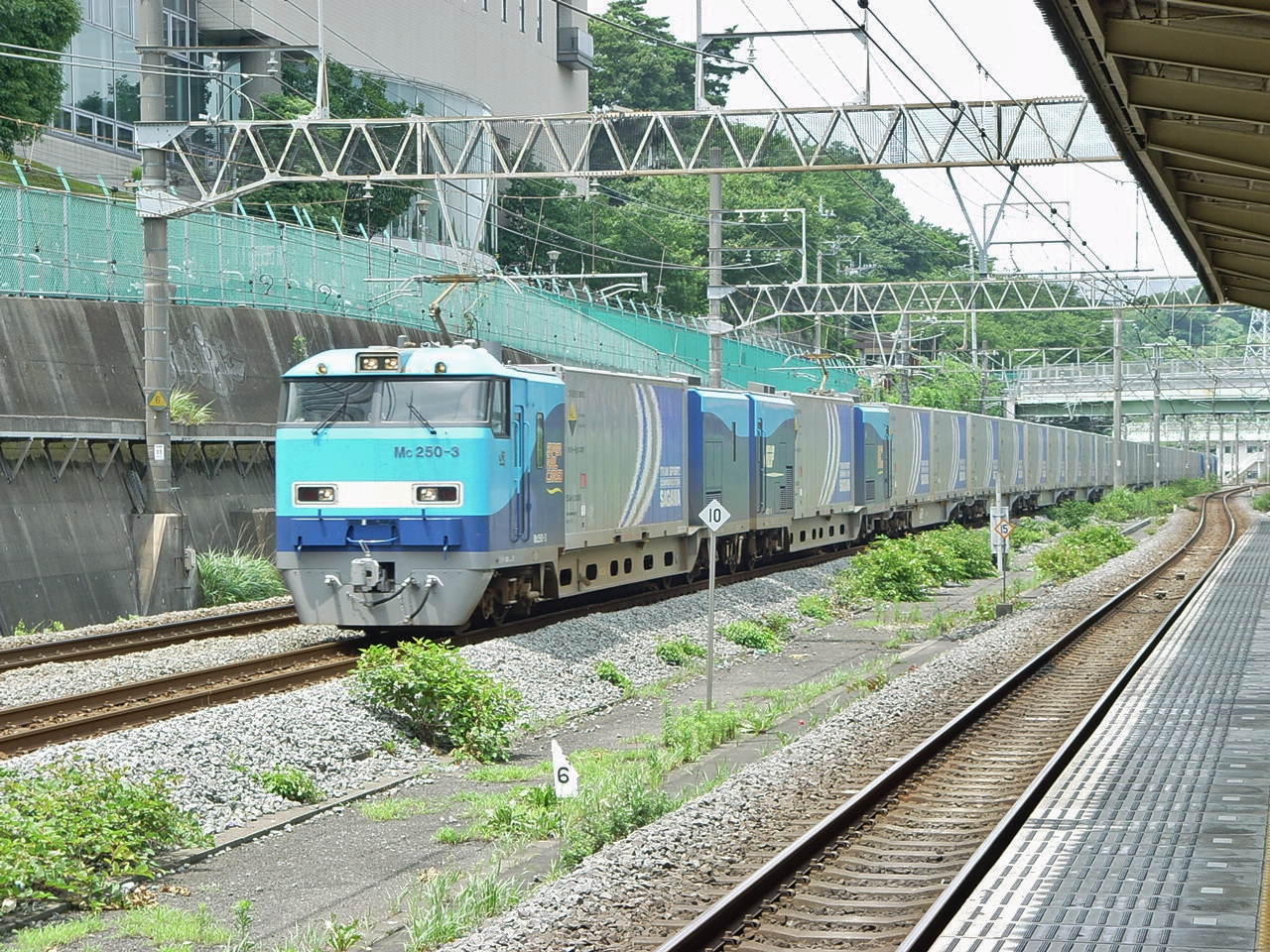
M250 durchfährt Higashi-Totsuka
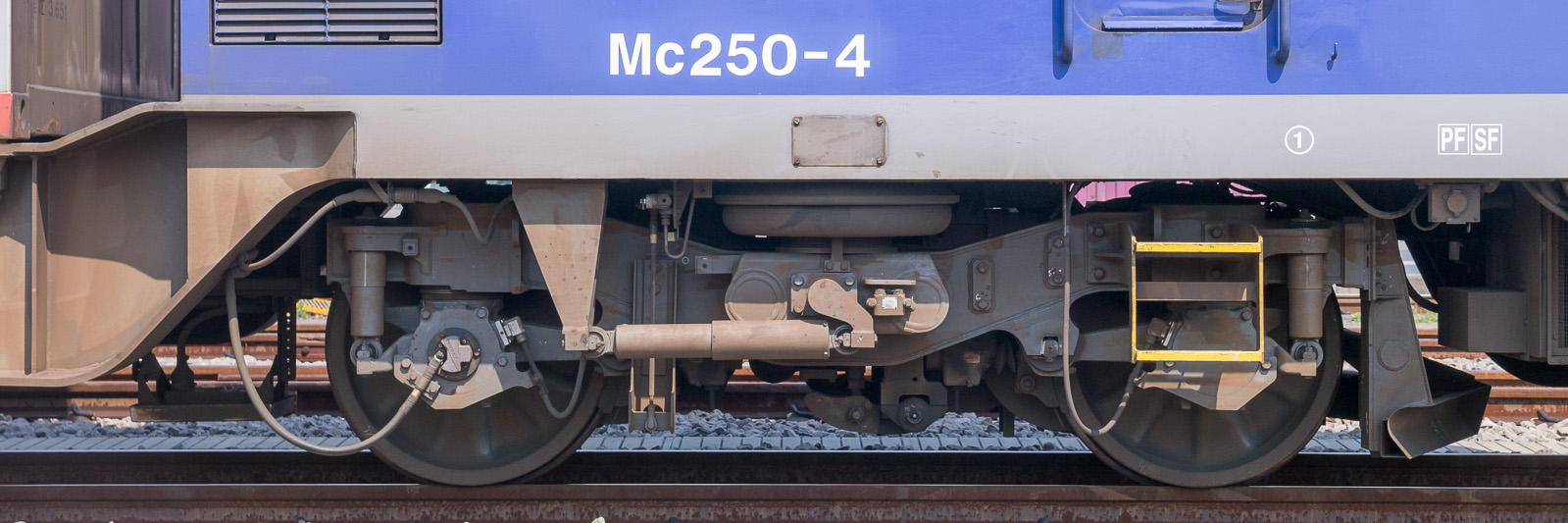
Angetriebenes Drehgestell
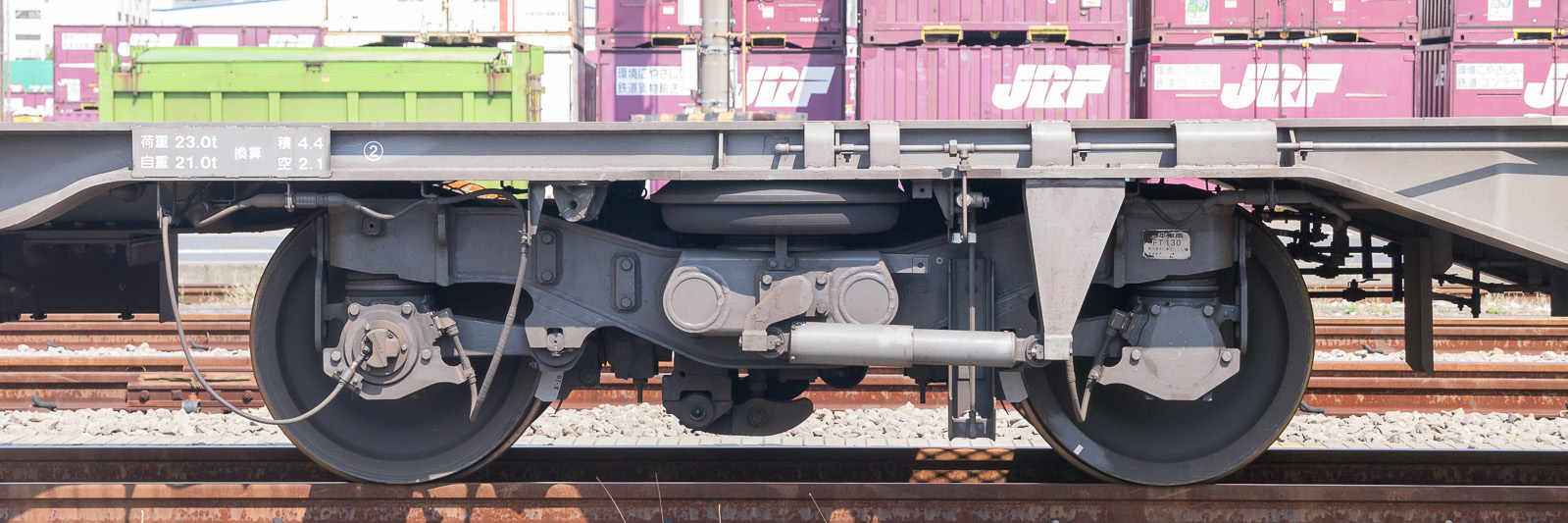
Antriebsloses Drehgestell